# XXXLutz
XXXLutz je rakouská obchodní skupina, která pod různými značkami provozuje obchody s nábytkem ve 13 zemích Evropy včetně Česka. Největšími řetězci ze skupiny jsou XXXLutz, Möbelix a mömax. Skupina také drží majetkový podíl v několika dalších řetězcích s nábytkem, se kterými tvoří nákupní asociaci GIGA. V Česku skupina provozuje 11 prodejen XXXLutz a 15 prodejen Möbelix. V účetním roce 2021/2022 zde utržila 5,942 mld. Kč, a patřila tak mezi největší obchodníky s nábytkem v zemi.

## Historie

### Počátky firmy
Historie firmy sahá do roku 1945, kdy si Gertrude Seifert (rozená Lutz) otevřela truhlářství v hornorakouském městečku Haag am Hausruck. V 50. letech se dílna místo výroby kusového, ručně malovaného nábytku v selském stylu nově zaměřila na sériovou výrobu. V 70. letech firmu převzali synové Gertrudy Richard a Andreas. Pod jejich vedením se firma rozrostla: nové prodejny Lutz vznikaly po celém Rakousku, v roce 1989 byla ve městě Sankt Florian otevřena také první prodejna Möbelix. V roce 1990 Lutz rozšířil své podnikání do zahraničí, když otevřel první prodejny v Německu.

### Expanze

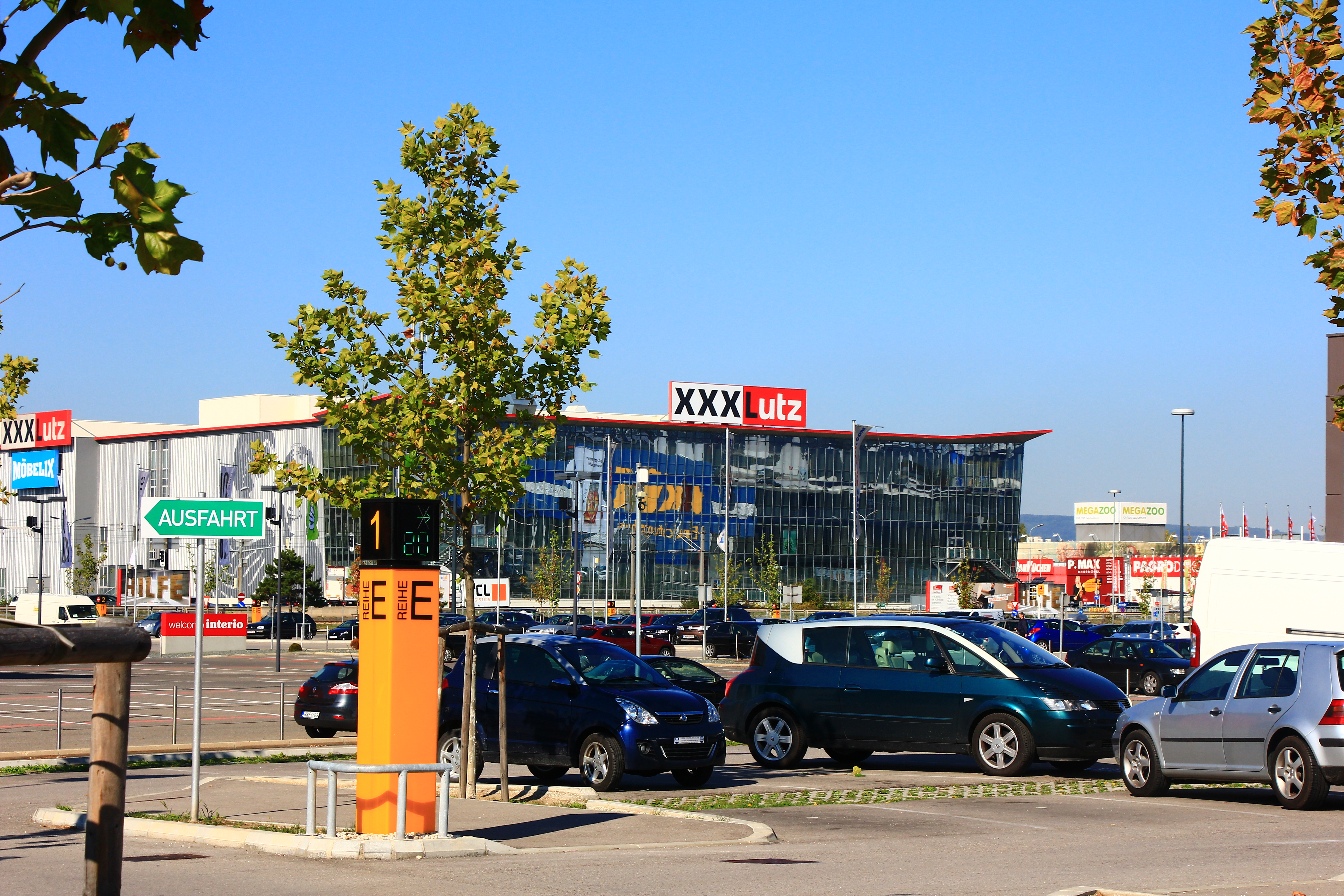
XXXLutz v Brunn am Gebirge

V souvislosti s otevřením největšího obchodního domu s nábytkem v Rakousku v Brunn am Gebirge byl Lutz v roce 1999 přejmenován na XXXLutz. V roce 2002 vznikla v obci Dornbirn ve Vorarlbersku první prodejna značky mömax. Firma také expandovala do dalších zemí, mezi prvními byly Česko, Maďarsko a Slovensko, kde byly v letech 2007–2008 otevřeny prodejny Möbelix. V roce 2010 byl otevřen obchodní dům XXXLutz ve švédském Malmö a ve stejném roce firma expandovala na jih Evropy, když převzala řetězec Lesnina s prodejnami v Chorvatsku a Slovinsku.
V roce 2015 XXXLutz založil vlastní nábytkářskou nákupní asociaci GIGA poté, co opustil asociaci Begros. XXXLutz zakoupil podíl v několika dalších obchodních řetězcích, jež se následně staly členy nové asociace, příkladem jsou německé řetězce Poco a Roller, francouzský BUT a Conforama nebo polský Black Red White.
Dalšími zeměmi, kde vznikly prodejny řetězců ze skupiny XXXLutz, se staly Bulharsko (v roce 2015, převzetím řetězce Aiko), Švýcarsko (2018, první prodejna XXXLutz), Rumunsko (2018, mömax), Srbsko (2019, Lesnina XXXL) a Polsko (2020, mömax). Ve střední a východní Evropě XXXLutz posílil také poté, co zde v roce 2019 převzal celkem 22 prodejen krachujícího řetězce Kika.

## XXXLutz ve světě

### Značky
Skupina XXXLutz provozuje několik značek obchodů s nábytkem. Z hlediska počtu prodejen mezi největší řetězce ve skupině patří:
- XXXLutz, plnosortimentní obchod s nábytkem a širokou nabídkou doplňkových služeb zákazníkům, s velkými prodejnami s vlastní restaurací;[22]
- Möbelix, původně koncipovaný jako diskont s nábytkem,[23] zaměřený na prodej cenově dostupného nábytku;
- mömax, v Rakousku obchod s moderním nábytkem podle aktuálních trendů,[24] například v Polsku ale označovaný jako nábytkářský outlet.[25]

Logo řetězce XXXLutz
Logo řetězce Möbelix
Logo řetězce mömax

### Rozšíření

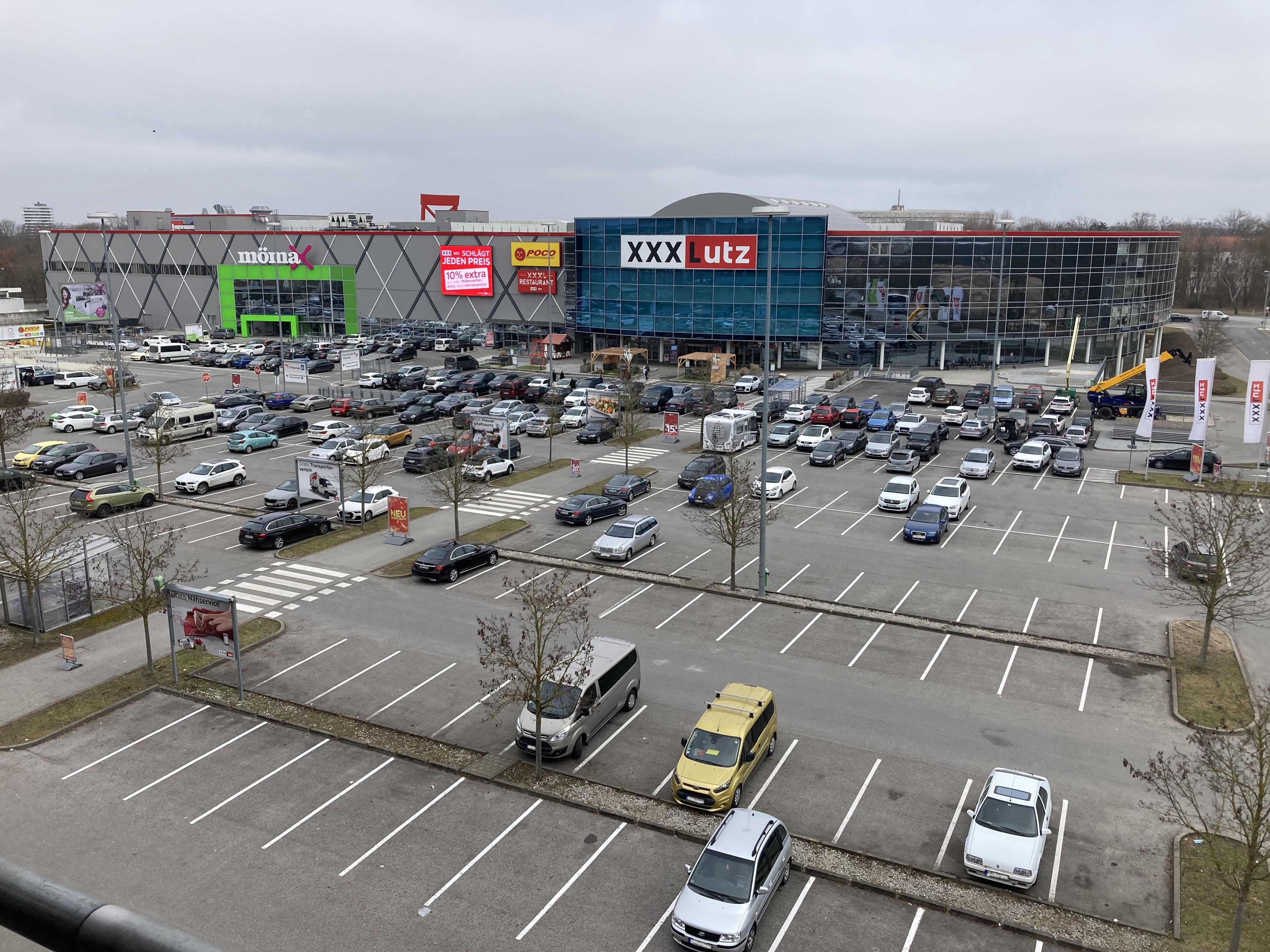
Obchodní dům XXXLutz, mömax a POCO v Norimberku

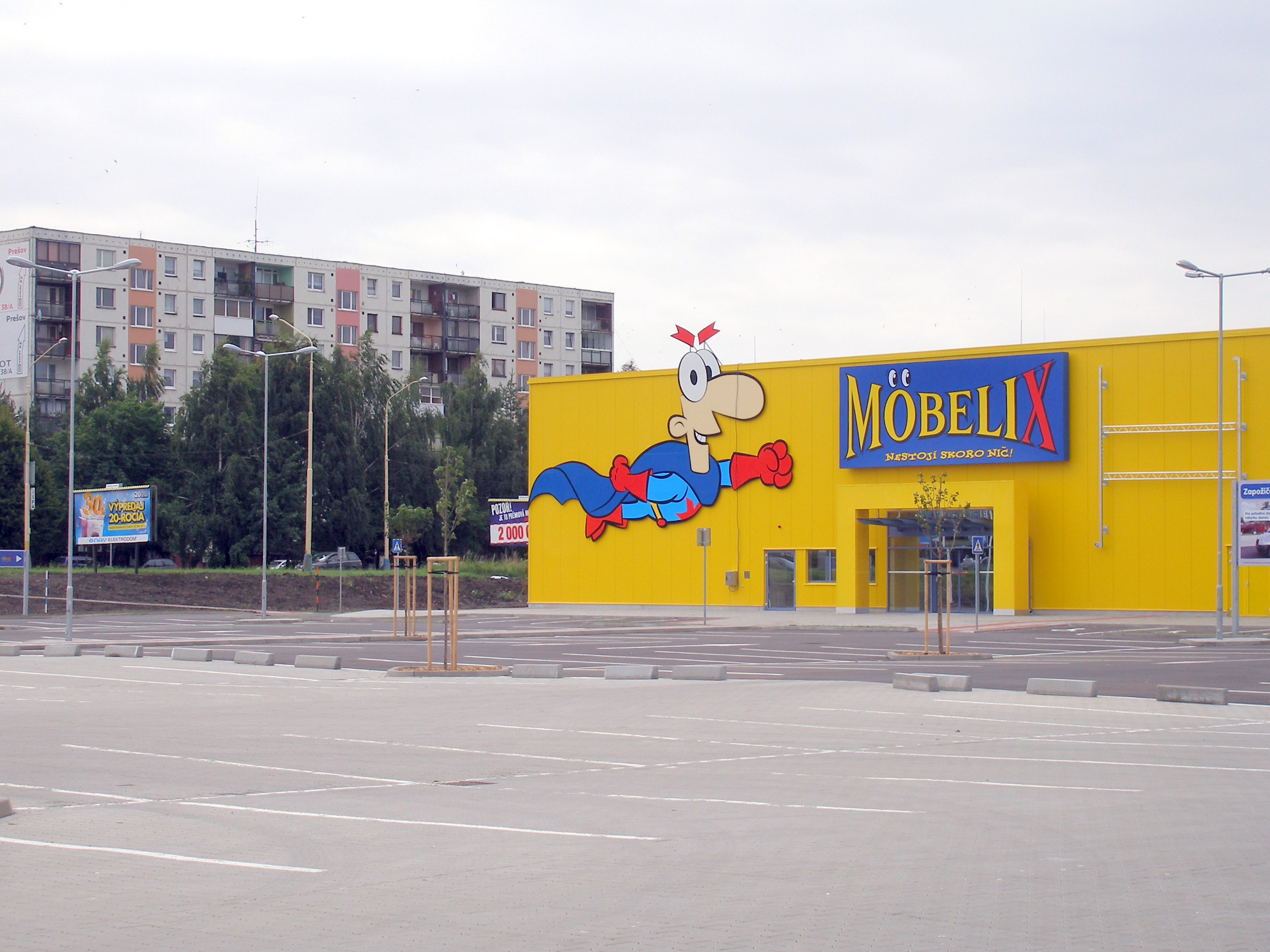
Prodejna Möbelix v Prešově ve starém designu (2011)

Do skupiny XXXLutz v létě 2023 patřilo sedm značek obchodů s nábytkem, které dohromady čítaly téměř 400 prodejen. Skupina provozovala obchody ve 13 zemích Evropy: v Bulharsku, Česku, Chorvatsku, Maďarsku, Německu, Polsku, Rakousku, Rumunsku, Slovensku, Slovinsku, Srbsku, Švédsku a Švýcarsku.
| Značka         | Země       | Počet prodejen | K datu  |
| -------------- | ---------- | -------------- | ------- |
| aiko XXXL      | Bulharsko  | 5              | 07/2023 |
| Lesnina XXXL   | Chorvatsko | 9              | 07/2023 |
| Lesnina XXXL   | Slovinsko  | 10             | 07/2023 |
| Lesnina XXXL   | Srbsko     | 1              | 07/2023 |
| Möbel Hübacher | Švýcarsko  | 1              | 07/2023 |
| Möbelix        | Česko      | 15             | 07/2023 |
| Möbelix        | Maďarsko   | 7              | 07/2023 |
| Möbelix        | Rakousko   | 60             | 07/2023 |
| Möbelix        | Slovensko  | 15             | 07/2023 |
| mömax          | Bulharsko  | 5              | 07/2023 |
| mömax          | Chorvatsko | 3              | 07/2023 |
| mömax          | Maďarsko   | 12             | 07/2023 |
| mömax          | Německo    | 47             | 07/2023 |
| mömax          | Polsko     | 1              | 07/2023 |
| mömax          | Rakousko   | 27             | 07/2023 |
| mömax          | Rumunsko   | 4              | 07/2023 |
| mömax          | Slovinsko  | 5              | 07/2023 |
| mömax          | Švýcarsko  | 8              | 07/2023 |
| Pfister        | Švýcarsko  | 18             | 07/2023 |
| XXXLutz        | Česko      | 11             | 07/2023 |
| XXXLutz        | Maďarsko   | 7              | 07/2023 |
| XXXLutz        | Německo    | 49             | 07/2023 |
| XXXLutz        | Rakousko   | 48             | 07/2023 |
| XXXLutz        | Rumunsko   | 2              | 07/2023 |
| XXXLutz        | Slovensko  | 5              | 07/2023 |
| XXXLutz        | Švédsko    | 1              | 07/2023 |
| XXXLutz        | Švýcarsko  | 4              | 07/2023 |

## XXXLutz vČesku
Skupina XXXLutz v Česku podniká prostřednictvím společnosti XLCZ Nábytek s.r.o. Firma s IČ 27127133 má sídlo v Čestlicích a je vedena u Městského soudu v Praze. Tato firma byla původně majitelem obchodních domů Kika, prodejny Möbelix byly spravovány společností XLMX obchodní a prodejny XXXLutz společností XXXLutz CZ.
XLCZ je jedním z největších obchodníků s nábytkem v České republice. Z hlediska tržeb držela v roce 2022 prvenství na tuzemském trhu IKEA s obratem cca 12 mld. Kč, firma XLCZ následovala na druhém místě s obratem necelých 6 mld. Kč. Na třetím místě byl Jysk s necelými 5 mld. Kč. Z hlediska počtu prodejen je pořadí těchto tří řetězců obrácené, Jysk jich má v Česku více než 100, XLCZ zhruba tři desítky a IKEA čtyři prodejny.

### Historie

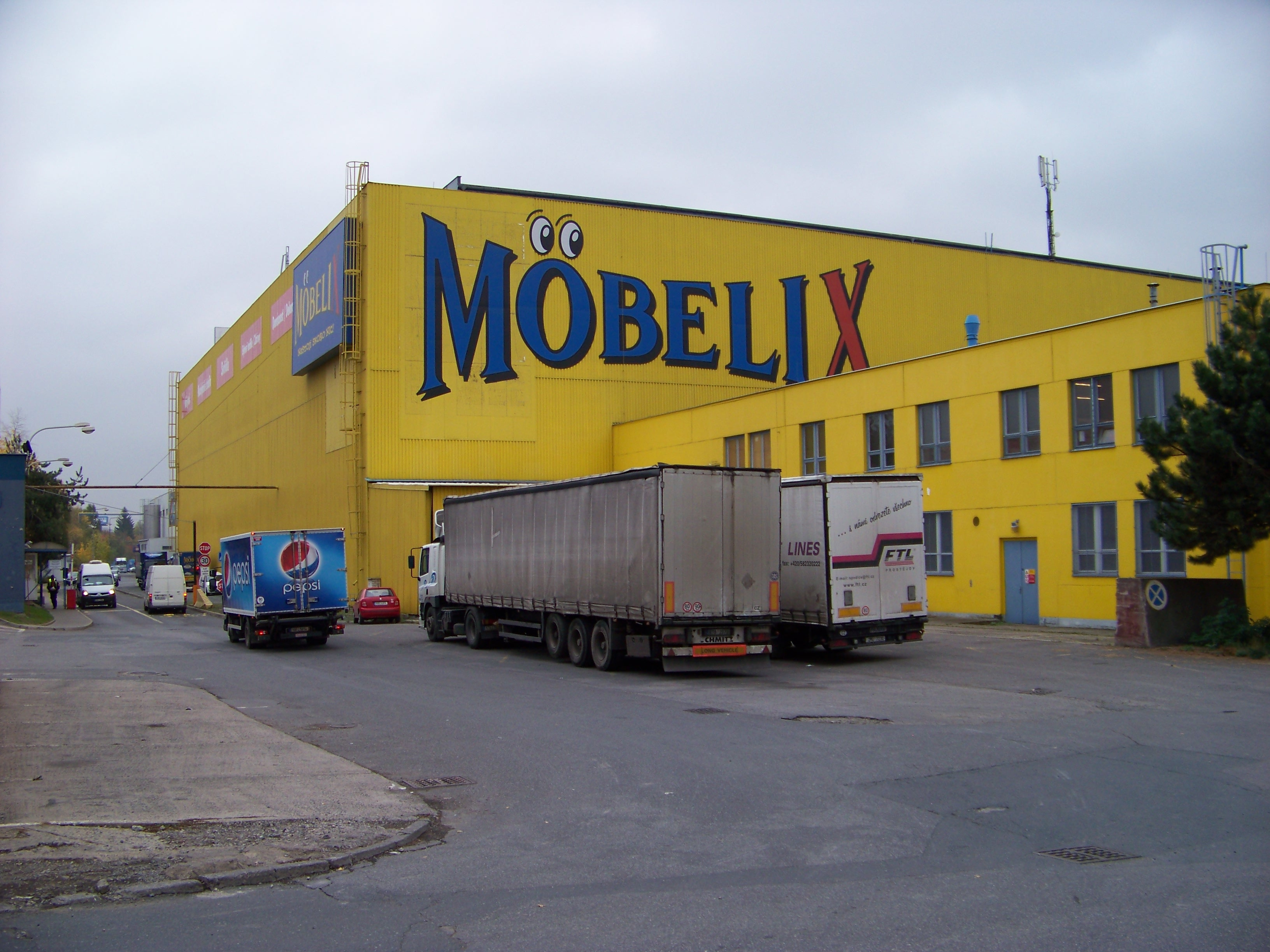
Jedna z nejstarších prodejen Möbelix v ČR na Kolbenově ulici v Praze, bývalý Europa Möbel (2012)

Počátek působení skupiny XXXLutz v Česku se datuje nejpozději do roku 2004, kdy se podle obchodního rejstříku rakouská filiálka XXXLutz stala majitelem firmy provozující obchodní dům s nábytkem Roller v Českých Budějovicích. Právě tento obchodní dům byl v září 2007 nově otevřen pod značkou Möbelix jako první prodejna řetězce v zemi. V roce 2008 byly pod značkou Möbelix otevřeny další tři prodejny v Praze, Brně a Ostravě, které skupina odkoupila od německého řetězce Europa Möbel.
První prodejna značky XXXLutz byla v ČR otevřena v červenci 2010 v Praze-Stodůlkách v objektu bývalého hypermarketu Tesco. Druhá prodejna XXXLutz vznikla o šest let později v Praze na Černém Mostě v budově bývalého Zábavního centra Černý Most a třetí v roce 2017 u dálnice D2 v Modřicích u Brna. Většinu svých tuzemských prodejen XXXLutz však skupina otevřela v roce 2020, kdy ve střední Evropě převzala prodejny krachujícího řetězce Kika. Pod značkou Kika byly nadále provozovány prodejny v pražské Galerii Butovice a modřickém obchodním centru Olympia kvůli blízkosti stávajícím prodejnám. Prodejna v Galerii Butovice se v roce 2023 změnila na kuchyňské studio XXXLutz, prodejna v Olympii v červenci 2023 zatím zůstávala v provozu.  
Úřad pro ochranu hospodářské soutěže povolil převzetí tuzemských prodejen Kika pod podmínkou, že se XXXLutz zbaví jedné z prodejen v Plzeňském kraji. Za nedodržení této podmínky úřad v květnu 2023 společnosti vyměřil pokutu ve výši 20 mil. Kč.

### Prodejny
Skupina XXXLutz v Česku v roce 2024 provozovala celkem 28 prodejen, z toho 15 prodejen Möbelix, 12 prodejen XXXLutz a 1 prodejnu Kika. Nejvíce prodejen (6) se nacházelo v Praze. Zajímavostí je, že v Modřicích a Praze-Stodůlkách prodejny XXXLutz a Möbelix sdílejí stejnou budovu. V Liberci a Olomouci se nacházejí v těsném sousedství, zde však jde o bývalé prodejny Kika.
| Kraj            | Počet prodejen | Počet prodejen | Počet prodejen | Počet prodejen | Lokace |
| Kraj            | K              | M              | X              | Celkem         | Lokace |
| --------------- | -------------- | -------------- | -------------- | -------------- | --- |
| Jihočeský       | -              | 1              | 1              | 2              | České Budějovice – České Vrbné (XXXLutz), Strakonická (Möbelix)                                                                        |
| Jihomoravský    | 1              | 1              | 1              | 3              | Modřice – Olympia (Kika), Splaviska (Möbelix, XXXLutz)                                                                                 |
| Karlovarský     | -              | 1              | -              | 1              | Jenišov (Möbelix) |
| Královéhradecký | -              | -              | 1              | 1              | Hradec Králové (XXXLutz) |
| Liberecký       | -              | 1              | 1              | 2              | Liberec – Růžodol (Möbelix, XXXLutz)                                                                                                   |
| Moravskoslezský | -              | 1              | 1              | 2              | Ostrava – Avion (XXXLutz), Dubina (Möbelix)                                                                                            |
| Olomoucký       | -              | 1              | 1              | 2              | Olomouc – Horní Lán (Möbelix, XXXLutz)                                                                                                 |
| Pardubický      | -              | 1              | -              | 1              | Pardubice (Möbelix) |
| Plzeňský        | -              | 1              | 1              | 2              | Plzeň – Borská pole (Möbelix), Černice (XXXLutz)                                                                                       |
| Praha           | -              | 2              | 4              | 6              | Černý Most (XXXLutz), Galerie Butovice (XXXLutz), Kolbenova (Möbelix), Obchodní centrum Letňany (XXXLutz), Stodůlky (Möbelix, XXXLutz) |
| Středočeský     | -              | 1              | 1              | 2              | Čestlice (XXXLutz), Kladno (Möbelix)                                                                                                   |
| Ústecký         | -              | 2              | -              | 2              | Most, Ústí nad Labem (Möbelix) |
| Vysočina        | -              | 1              | -              | 1              | Jihlava (Möbelix) |
| Zlínský         | -              | 1              | -              | 1              | Zlín (Möbelix) |
| Celkem          | 1              | 15             | 12             | 28             | |

### Branding a reklama
XXXLutz se kromě charakteristické červené židle zapsal do povědomí českých zákazníků také reklamními spoty s chytlavým motivem („XXXLutz, ta ta ta ta“). Reklamy, poprvé nasazené do vysílání v létě 2010 v souvislosti s otevřením prodejny ve Stodůlkách, vzbudily velký ohlas na internetu a sociálních sítích. Odborníci z oblasti marketingu měli na provedení reklamních spotů smíšené názory, shodovali se však v tom, že byly úspěšné z toho pohledu, že si lidé značku zapamatovali.

## Zajímavosti
- Reklamní židle u prodejny XXXLutz v Norimberku, vysoká 25 metrů a vážící 35 tun, byla zapsána do Guinessovy knihy rekordů jako největší židle na světě.[76]